# Anne Rosellini

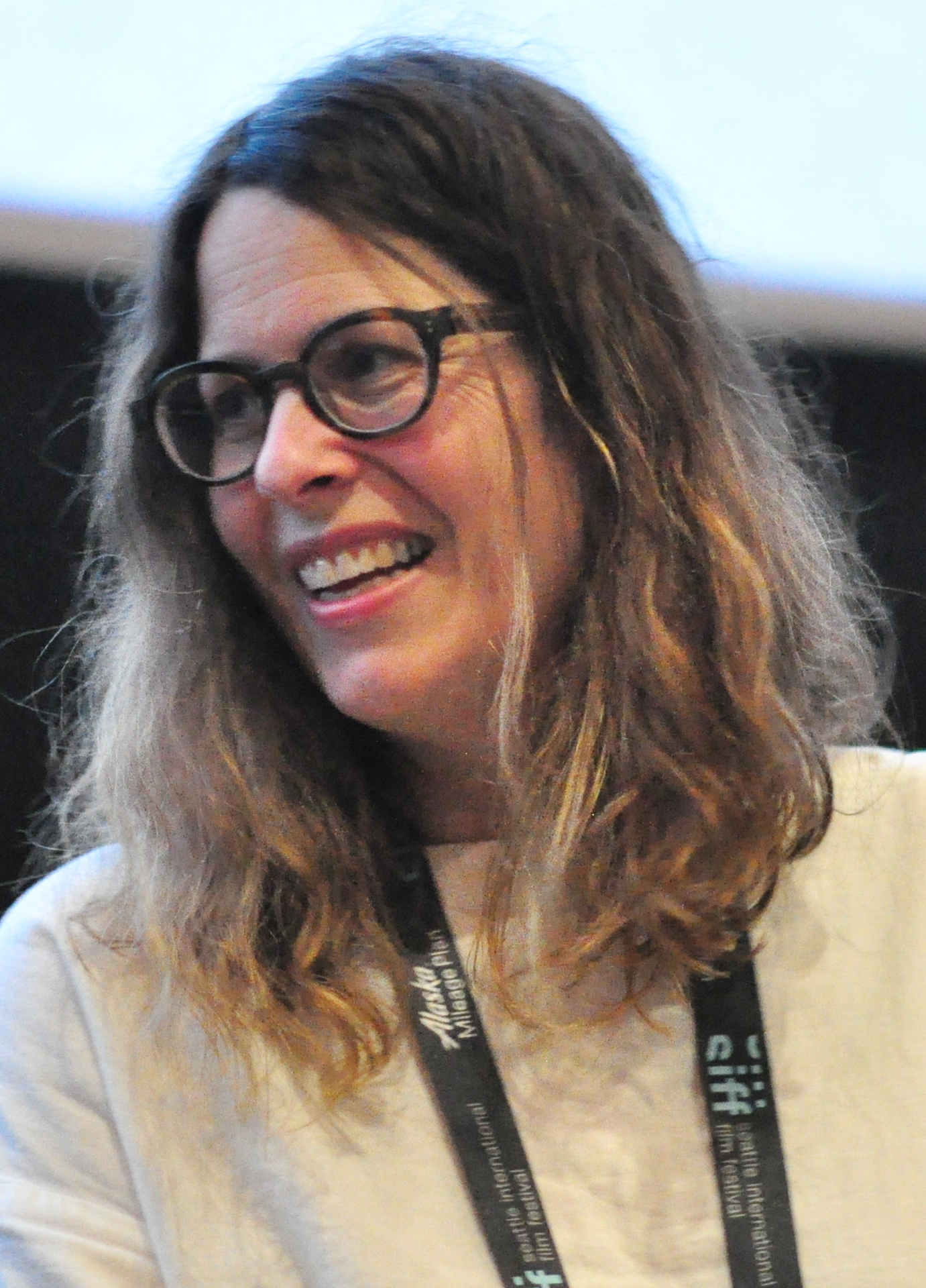
Anne Rosellini

Anne Rosellini (geboren 1968 oder 1969) ist eine amerikanische Filmproduzentin.
Rosellini wuchs in Mercer Island bei Seattle auf. Als Jugendliche interessierte sie sich für Filme, weshalb sie mit dem Bus nach Seattle fuhr, um sich Filme wie Another Country anzuschauen. Sie erinnert sich: „I loved escaping to films from a very early age.“ Nach dem Abschluss der Mercer Island High School, machte sie ihren Bachelor of Fine Arts in Filmtheorie und -geschichte am Art Institute of Chicago. Wieder in die Heimat zurückgekehrt, gründete sie gemeinsam mit anderen das 1 Reel festival und war unter anderem für das Programm des Seattle International Film Festival zuständig. Zudem war sie Einkäuferin für Atom Films. Nach dem Ende ihrer Arbeit bei Atom Films zog Rosellini nach New York. Dort traf sie auf die Filmemacherin Debra Granik, die sie bereits vom 1 Reel Festival her kannte und einen Filmproduzenten suchte. Die beiden beschlossen zusammenzuarbeiten, was in den Filmen Down to the Bone (2004) und Winter’s Bone (2010) resultierte. Bei letzterem schrieb Rosellini auch am Drehbuch mit.  Für Winter's Bone wurde sie bei der Oscarverleihung 2011 zusammen mit Granik in der Kategorie  Bestes adaptiertes Drehbuch und zusammen mit Alix Madigan in der Kategorie Bester Film nominiert, gewann jedoch keine der beiden Auszeichnungen. 
2014 produzierte sie den Dokumentarfilm Stray Dog, 2018 folgte der Spielfilm Leave No Trace.
2010 gebar sie einen Sohn.